# Cimetière national de Marietta
Le cimetière national de Marietta (en anglais : Marietta National Cemetery) est un cimetière national des États-Unis situé dans la ville de Marietta en Géorgie.

## Histoire
Initialement connu sous le nom de « cimetière national de Marietta et Atlanta » (Marietta and Atlanta National Cemetery), le cimetière national de Marietta est établi en 1866 afin d'accueillir les sépultures de près de 10 000 hommes de l'Union morts durant la campagne d'Atlanta lors de la guerre de Sécession.
Il est inscrit sur le Registre national des lieux historiques le 18 septembre 1998.